# 涙のハリケーン
「涙のハリケーン」（なみだのハリケーン）は、Bon-Bon Blancoの4枚目のシングル。

## 概説
- TBS系テレビアニメ『GetBackers-奪還屋-』エンディング・テーマ。1枚目のアルバム『BEAT GOES ON』の先行シングル。この曲でテレビ朝日系『ミュージックステーション』に初出演を果たした。
- 2007年、ゲーム『THE IDOLM@STER』のコンピレーション・アルバム『MASTER ARTIST 03』で、星井美希（CV：長谷川明子）がカバーした。

## 収録曲
1. 涙のハリケーン
作詞：佐々木美和　作曲：徳永暁人　編曲：清水俊也
2. WHITE
作詞：凛々　作曲：輝門　編曲：大島こうすけ
3. 涙のハリケーン (inst.)